# 西遊記

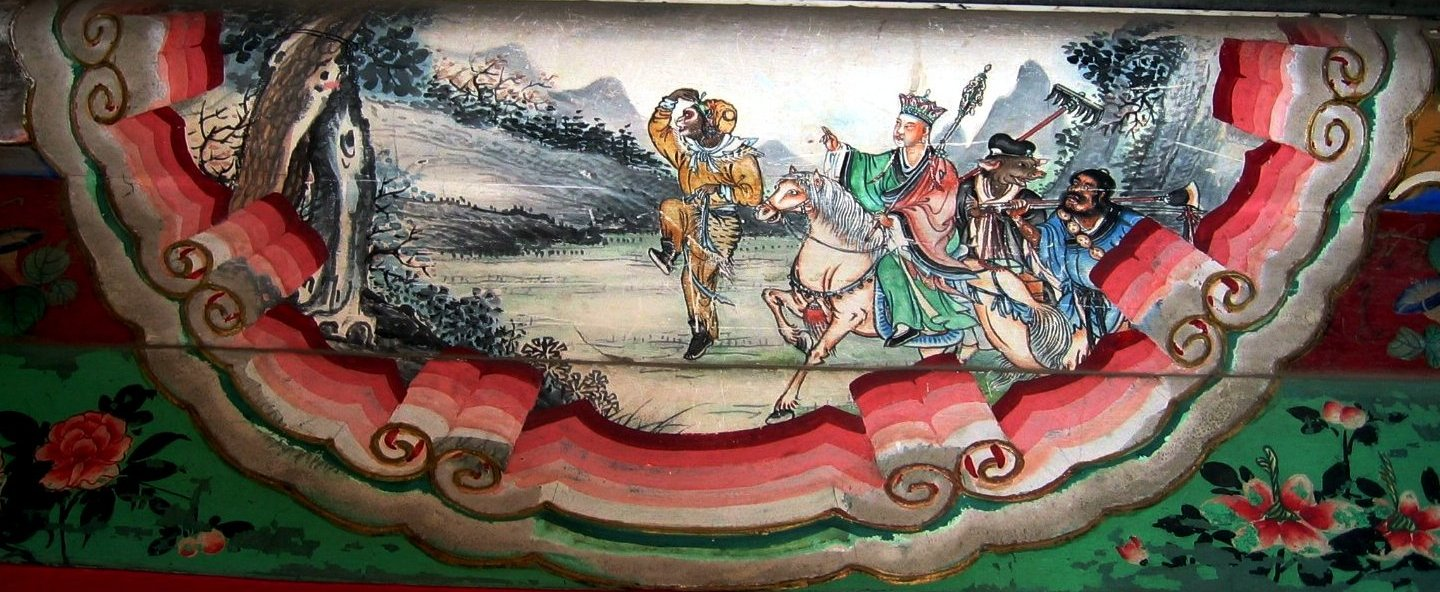
『西遊記』の登場人物を描いた絵画（頤和園）。

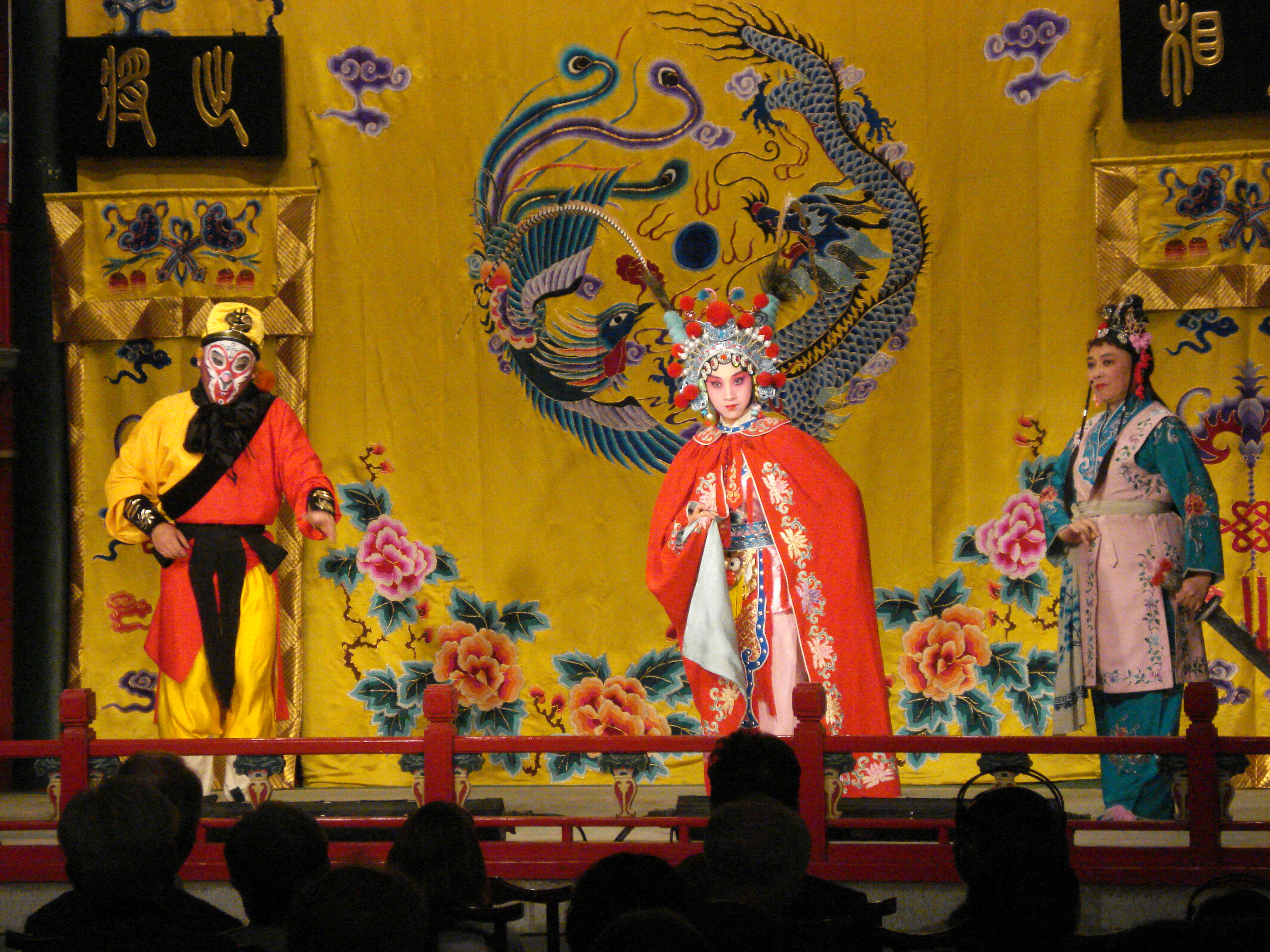
京劇の『西遊記』。

『西遊記』（さいゆうき、繁体字: 西遊記; 簡体字: 西游记; 拼音: Xī Yóu Jì; ウェード式: Hsi-yu chi; 粤拼: sai¹ jau⁴ gei³、タイ語: ไซอิ๋ว、ベトナム語: Tây du ký）は、中国で16世紀の明の時代に大成した白話小説で、唐僧・三蔵法師が白馬・玉龍に乗って三神仙（神通力を持った仙人）、孫悟空、猪八戒、沙悟浄を供に従え、幾多の苦難を乗り越え天竺へ取経を目指す物語、全100回。中国四大奇書に数えられる。
著者は呉承恩（1504年頃 - 1582年頃、江南省出身）であるという説が定説化していた。これは『淮安府志』（明、天啓年間成立）の中に彼の著書として「西遊記」という書名があることによる。しかし、批判もあり明確な結論は出ていない（#原作者の謎）。
『西遊記』の流行を受けて、明代から清代にかけ呉元泰、呉政泰と余象斗が、仏教と道教に関わる戯曲・雑劇と神話伝説に基づいて編纂したのが『東遊記』・『南遊記』・『北遊記』で『四遊記』と称される。

## 概要
唐の時代に中国からインドへ渡り仏教の経典を持ち帰った玄奘三蔵の長年の旅を記した地誌『大唐西域記』を基に、道教、仏教の天界に仙界、神や龍や妖怪や仙人など、虚実が入り乱れる一大白話小説であり、物語の縦軸に玄奘三蔵の波乱の人生を、横軸に無敵の仙猿・孫悟空の活躍を置き、玄奘三蔵一行が天竺を目指し取経を果たすまでを描いている。
『西遊記』には人間の登場人物として玄奘三蔵や唐の太宗皇帝など実在の人物が顔を並べるが、書かれている内容は完全にフィクションであり、史実とは一致しない。また、『西遊記』を映像化・舞台化する場合には主要な登場人物が男性のみとなってしまうことから、日本では、中心人物の一人である三蔵法師役には男性ではなく、たびたび女性が当てられる。

## 成立

### 唐三蔵西天取経伝説

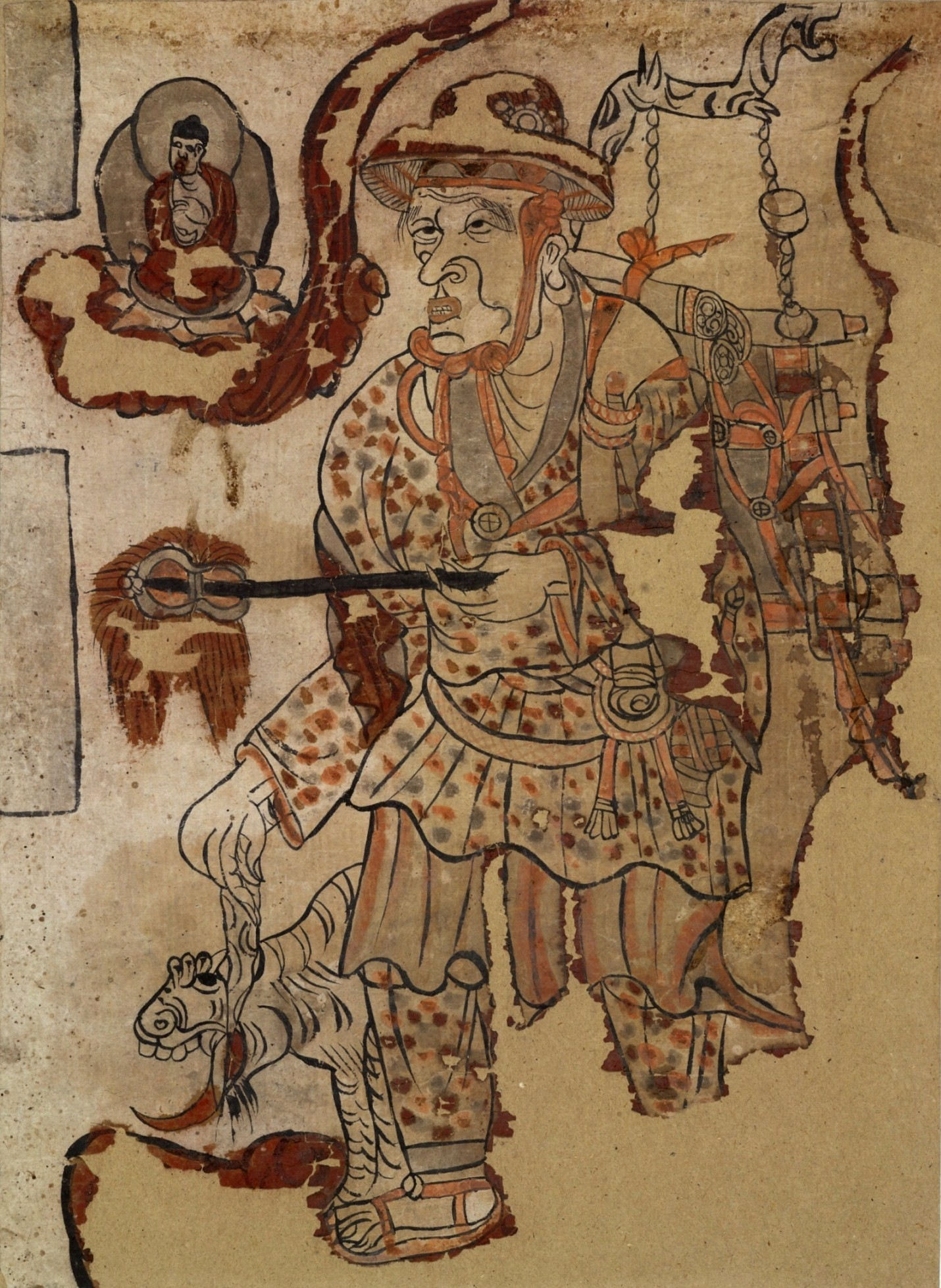
敦煌の洞窟に残された9世紀頃の壁画

現実の玄奘三蔵の取経の旅は西暦629年から645年に行われた。その事績が仏教徒の間で伝説化し神聖視された痕跡が各地に残されている。
敦煌莫高窟から発見された絹本、紙本の絵画及び壁画（9世紀から11世紀半ば）には、経巻を背負い虎を伴った徒歩の行脚僧の描かれたものがあり、伝説化した玄奘とする説がある。これらの中には宝勝如来を上隅に描き入れているものがあり、「寳勝如來一軀」と書き入れられたものもあることからこの取経者は宝勝如来に保護され、また宝勝如来と同一視されたと推定される。
莫高窟東方約 100 km の楡林窟、その更に東方約 30 km の東千仏洞の水月観音図、普賢変図（12世紀後半、西夏末）に含まれる玄奘取経図に描かれた玄奘は猴（マカカ属のサル）と馬を伴っており、また張世南『游宦紀聞』（1228年）所収の張聖者の詩（北宋末から南宋初、12世紀前半と推定される）には「幾生三藏往西天」「苦海波中猴行復」「沈毛江上馬馳前」の字句が見え、12世紀には玄奘の取経伝説には猴と馬が取り込まれていたことが分かる。1237年に建立された福建省泉州の開元寺の仁壽塔（西塔）第四層南面には「梁武帝」に向き合って経文を捧げる「唐三藏」、東北面には刀を手にした猴行者と金箍棒を手にした「東海火龍之太子」の浮き彫りがあり、それぞれ「」内の文字が銘文にある（猴行者は銘文無し）。

### 西遊記の成立

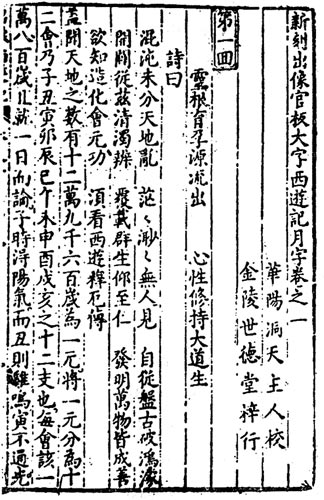
金陵世德堂版西遊記

宋代には原型となる説話「大唐三蔵取經詩話」（三蔵が猴行者 を連れ取経の旅をする）が存在していた。西遊記でいま残っている最古のものは元代の西遊記の逸話を収録したとみられる朝鮮の書『朴通事諺解』（1677年）によるものである。写本は科挙を目指す書生たちが息抜きに作成していったと思われ、書き写されるたびに詩文・書き込みが追加され、拡張され、また、戯曲の雑劇「西遊雑劇」として好んで上演された。
明代には多数の西遊記版本があった。代表的なものは『西遊記傳』（楊至和本）、『唐三藏西遊傳』（朱鼎臣本）など三種のうちその最も膨らんだ姿が、万暦20年（1592年）金陵世徳堂の刊行した『新刻出像官板大字西遊記』（作者名なし 通称は世徳堂本）である。
明末期になると、蘇州刊本『李卓先生批評西遊記』があり、内閣文庫に収蔵されているが、むろん卓吾の名は他の小説本と同様に、刊行元が価値をつけるために勝手に付けられたものである。本文は世徳堂本とほぼ同じである。
この版での全訳が、中野美代子訳 『西遊記』（岩波文庫全10巻）である。
これらは（繁本版には詞が多く入っているので）分量が多すぎたとみられ、清代には商業出版を考慮したダイジェスト（簡本）が『西遊証道書』をはじめ、多くの版が刊行されたが、それらの内容を比較するとそれぞれ一長一短であるが、最もバランスよく整理されているのが、やや大部の簡本で康熙33年（1694年）刊行の『西遊真詮』である。この版での訳書が、太田辰夫・鳥居久靖訳 『西遊記』（平凡社） である。

#### 原作者の謎
前述のとおり、清代には、作者は長春真人丘処機と信じられており、ティモシー・リチャード による初の英訳本（上海・1919年刊行）においても、作者名は丘長春とされていた。
呉承恩作者説は、魯迅『中国小説史略』（1924年、訳書は平凡社東洋文庫全2巻）や「中国小説的歴史的変遷」などで提唱したもので、比較的新しい説である。それ以降、呉承恩が作者として扱われることが多いが、証拠はない。
日本では太田辰夫や中野美代子が、研究によりこの説を否定 しており、『世界文学事典』（集英社）でも、「小説『西遊記』の版本に、呉承恩の名前や別号を記したものがないため、呉承恩の『西遊記』が、小説の西天取経物語を指すのか、あるいはその戯曲、あるいは全く別の紀行文を指すのか、現在まだ定説はない」、「（呉承恩は西遊記の）最大限改編者であり得ても、＜作者＞ではない」と書かれている。日本訳では、現行の平凡社版（太田・鳥居訳）でも、岩波文庫版（中野美代子訳）でも原作者名は記載されていないが、福音館書店版（君島久子 校訂/リライト）など、呉承恩作と記載されている出版物も少なくなく、呉承恩作者説は未だ一般に広く流布している。21世紀に入った今日まで、西遊記の作者が誰なのかは決定的な確説は出ていない。

## 主要登場キャラクター

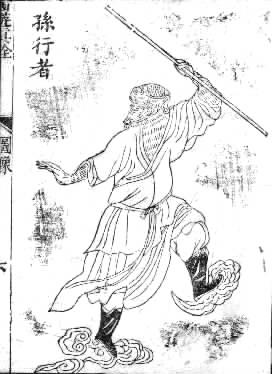
西游真詮 图像6 孫行者（孫悟空）

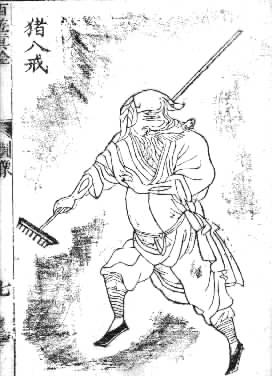
西游真詮 图像7 猪八戒

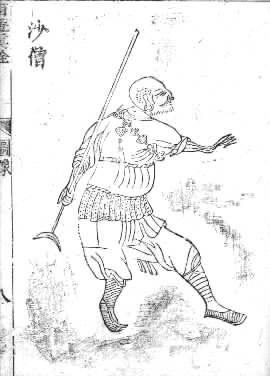
西游真詮 图像8 沙僧（沙悟浄）

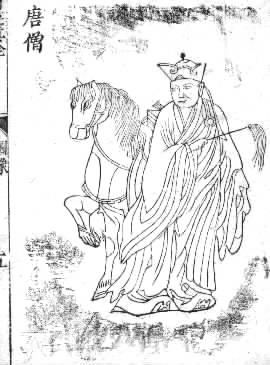
西游真詮 图像5 唐僧（三蔵法師）

孫悟空（）
“悟空”は仙術の師匠・須菩提祖師からもらった法号であるため、「実名敬避俗」（諱参照）に準じ“孫行者”と呼ばれる。孫悟空の孫は猿の昔の呼び方である「猢猻」から来ている（“猢”は「胡」という縁起が悪いため、子と系で釣り合いの良い“猻”の獣偏を取った“孫”を名前に取り入れ、悟空は十番目の弟子だったため“穎悟円覚”の悟の字から取り入れた）。
はじめの通称は「美猴王｣（びこうおう）、天界時の自称は「斉天大聖」（せいてんたいせい）。
天界の乗っ取りを目論み下界の妖怪を引き連れて反乱を起こすが、釈迦如来の策で五行山に五百年間拘束される。罪を償うべく三蔵の弟子として同行し、妖魔を下して取経の旅を支えた。西域に帰還の後、成仏して「闘戦勝仏」(とうせんしょうぶつ)となった。
 猪八戒（）
“八戒”は「実名敬避俗」に準じた通称であり、観音菩薩からもらった法号は「猪悟能」（ちょごのう）。天界から地上へと落とされた際、雌豚の胎内に入ってしまったため、容姿が豚となってしまう。
天界時の官職は北極紫微大帝の配下・「天蓬元帥」（てんぽうげんすい）。
転生後は福梁山で悪事を重ね、高老荘で翠蘭という人間の女と結婚していたが、先んじて三蔵に同行していた悟空と一騎討ちをしたのち旅に加わった。西域に帰還の後、「浄壇使者」（じょうだんししゃ）となった。
沙悟浄（）
“悟浄”は観音菩薩からもらった法号であるため、「実名敬避俗」に準じ“沙和尚”と呼ばれる。悟空と八戒との間を取り持つ役。天界から流沙河に追放され、そこで人を襲う妖怪となり、赤い髪に青黒い肌となった。川に住む妖怪から、日本では河童の姿で表現される。
天界時の官職は「捲簾大将」（けんれんたいしょう）。
西域に帰還の後、｢金身羅漢｣(こんしんらかん)の位を与えられた。
三蔵法師（）
俗名は陳江流。三蔵法師は尊称、法名は「玄奘三蔵」（げんじょうさんぞう）。この人物には実在のモデルがいるが、劇中の内容は史実とは全く異なる。
生まれる前に父を殺され、母を奪われて、生まれてすぐに川に流されるが、金山寺 で拾われ、ずっとそこで育てられる。観音菩薩の命を受けて天竺へと取経の旅へ遣わされる。その際、太宗皇帝と義兄弟となった。
前世で天界にいた時は釈迦の第二の弟子、「金蝉子」（こんぜんし）であったが、仏法を軽んじたため下界に落とされた。
西域に帰還の後、「旃檀功徳仏」（せんだんくどくぶつ）という仏となった。
玉龍（）
四海龍王の一人・西海龍王敖閏の第3太子であり三蔵が乗っている馬に化身している。
西域に帰還の後、「八部天竜」（はちぶてんりゅう）という位を与えられた。
釈迦如来（）
西方の霊山大雷音寺に住み、天帝の依頼で孫悟空を退治した。天界で暴れ、強者こそが尊いとして天帝に位を譲れという孫悟空を痛罵し、その力を見せてみよと挑発した。如来の右の手のひらから飛び出せるか賭けをすることになり、悟空は觔斗雲（）で飛び去るが、はたして最果ての天の柱は如来の指であった。まやかしの術だと抗弁しもう一度飛び出そうとしていた悟空を手で打ち据え、押さえつけて、五行山に閉じ込めて封印してしまう。
観世音菩薩（）
鳩摩羅什による訳語、観世音菩薩が唐の二代目皇帝、李世民の名“世”から避諱により唐時代の中国では観音菩薩。玄奘三蔵の訳では観自在菩薩。落伽山に住んでいる。悟空が逃げないように、老婆の姿になって三蔵に緊箍児（僧頭巾）と、緊箍呪（定心真言）を教えた。
哪吒太子（）
天界軍を指揮する托塔李天王の息子。 生まれながら両手の裏に『哪』と『吒』の字がいる。孫悟空を討伐しに行く時、玉皇大帝に『三壇海摩会大神』の神号を与えられた。三面六臂の神通を使い、斬妖剣・砍妖刀・縛妖索・降妖杵・綉毬・火輪という六種の武器で戦う。更にその武器を幾千万の数に変化し、兵器の雨ように相手を攻撃することができる。
『封神演義』では出身が一般的なナタの神話と異なり、神ではない存在になっているが、主役級のキャラクターとしてかなりの活躍をしており火尖槍や風火輪などを使う仙家の強者である。
顕聖二郎真君（）
天界を治める最高神である玉帝の妹の子。孫悟空と同じく法天相地の神通を使える神。悟空が天界に対して反乱を起こした際に六兄弟と共に悟空を捕えることに成功する。
『封神演義』では楊戩と呼ばれている人間の道士がいて、哪吒と並んで主役級のキャラクター。『西遊記』の楊二郎は神で楊戩という名も持っていないが、原型は同じと思われているので現代ではその楊戩のイメージも混雑していた。
牛魔王（）
牛の妖仙であり孫悟空の義兄弟。
鉄扇公主（）
牛魔王の妻。日本では種族名の羅刹女（）の名で呼ばれることが多い。火焔山の炎を消すことができる芭蕉扇を持つ。
紅孩児（）
牛魔王と羅刹女の息子。聖嬰大王と号する。牛魔王繋がりで孫悟空から見て甥ということになるが、紅孩児本人は甥呼ばわり（中国では人を馬鹿にする際に、相手を甥、姪と呼ぶことがある）されることを嫌う。三昧眞火と呼ばれる術を使い、その炎は悟空に効かないが煙で悟空の眼病に突き刺さって敗退させた、最後は観世音菩薩の宝器で降伏させられ、弟子となっている。
金角大王（）
正体は太上老君の金炉の童子。銀角の兄。義母に九尾の狐がいる。
銀角大王（）
正体は太上老君の銀炉の童子。金角の弟。移山倒海の術で悟空をおしつぶそうとするが、失敗する。

## 回目
以下は世徳堂本の百回。
第一回 霊根育孕源流出 心性修持大道生
石から生まれた猿が長寿を求め、須菩提祖師から孫悟空の名をもらう。
第二回 悟徹菩提真妙理 断魔帰本合元神
悟空は変身の術や觔斗雲に乗る術を得た。
第三回 四海千山皆拱伏 九幽十類盡除名
悟空は竜王から如意棒をもらった。
第四回 官封弼馬心何足 名注斉天意未寧
悟空は斉天大聖と名乗り、玉帝からも承認された。
第五回 乱蟠桃大聖偸丹 反天宮諸神捉怪
悟空は兜率天に迷いこみ、その金丹をみな食べてしまい、征伐軍が下る。
第六回 観音赴会問原因 小聖施威降大聖
二郎真君が悟空をとらえる。
第七回 八卦炉中逃大聖 五行山下定心猿
釈迦如来が悟空を五行山に閉じこめる。
第八回 我仏造経伝極楽 観音奉旨上長安
釈迦如来は唐の誰かに三蔵（経・律・論）を取りにこさせようと話す。
第九回 袁守誠妙算無私曲 老龍王拙計犯天条
水晶宮の竜王は雨がふる時間を変える罪を犯した。
※『西遊真詮』などの清刊本ではこの第九回は第十回の中にくりこまれた。
第十回 二将軍宮門鎮鬼 唐太宗地府還魂
唐の太宗は竜王を斬ったのろいで死んだ。
第十一回 還受生唐王遵善果 度孤魂蕭禹正空門
地獄の閻魔帳に20年寿命を足されて太宗は復活。
第十二回 玄奘秉誠建大会 観音顕象化金蝉
天竺から経を取ってくる命令を、玄奘は太宗から受けた。以後玄奘を三蔵と呼ぶ。
第十三回 陥虎穴金星解厄 双叉嶺伯欽留僧
三蔵は虎の精の妖怪に食われそうになったが、太白星老人に助けられる。
第十四回 心猿帰正 六賊無踪
五行山の悟空が三蔵の弟子になる。ただし頭に金環をはめられる。
第十五回 蛇盤山諸神暗祐 鷹愁澗意馬収韁
蛇盤山の谷川の玉龍が三蔵の馬を食った。観音菩薩は玉竜を代わりの馬に変える。
第十六回 観音院僧謀宝貝 黒風山怪竊袈裟
三蔵の袈裟がみごとなので、黒風怪に盗まれた。
第十七回 孫行者大鬧黒風山 観世音收伏熊羆怪
悟空は観音菩薩と協力し、黒風怪から袈裟を取り戻した。
第十八回 観音院唐僧脱難 高老荘行者降魔
烏斯蔵国に来た。高老荘で嫁入り前の娘にとりつく化け物を退治に行く。
第十九回 雲棧洞悟空收八戒 浮屠山玄奘受心経
口と耳がでかい豚の化け物は三蔵の弟子になる。名を猪八戒とした。
第二十回 黄風嶺唐僧有難 半山中八戒争先
悟空と八戒が虎の妖怪と戦ってる間に、三蔵が黄風大王にさらわれた。
第二十一回 護法設荘留大聖 須弥霊吉定風魔
霊吉菩薩に助けてもらい、三蔵を黄風大王から救い出した。貂（てん）の化け物だった。
第二十二回 八戒大戦流沙河 木叉奉法收悟浄
流沙河に八戒と対等に戦う妖怪がいた。名は沙悟浄。彼も三蔵の弟子になった。
第二十三回 三蔵不忘本 四聖試禅心
三人娘をもつ一家の家に泊まり、入り婿を勧められた。これは菩薩の試験だった。
第二十四回 万寿山大仙留故友 五荘観行者竊人参
五荘観で弟子3人は寿命が伸びる人参果を盗み食いする。
第二十五回 鎮元仙趕捉取経僧 孫行者大鬧五荘観
それがばれた。悟空ははらいせに人参果の木を根こそぎ倒した。
第二十六回 孫悟空三島求方 観世音甘泉活樹
観音菩薩の助けで、悟空は倒した人参果の木をよみがえらせた。
第二十七回 屍魔三戯唐三蔵 聖僧恨逐美猴王
死体にとりつく妖精白骨夫人を殺したが、人殺しと誤解されて悟空は破門された。
第二十八回 花果山群妖聚義 黒松林三蔵逢魔
八戒と悟浄が食宿を探す間に、三蔵が黄袍怪にさらわれた。
第二十九回 脱難江流来国土 承恩八戒転山林
黄袍怪の妻が三蔵をなぐさめる。彼女は宝象国の王女で、さらわれたのだった。
第三十回 邪魔侵正法 意馬憶心猿
三蔵が虎に変えられた。三蔵を助けるよう、八戒が悟空に頼みにいく。
第三十一回 猪八戒義激猴王 孫行者智降妖怪
黄袍怪の正体は二十八宿の星官だった。悟空の活躍で天に戻り、三蔵も人に戻った。
第三十二回 平頂山功曹伝信 蓮花洞木母逢災
蓮花洞の金角・銀角に八戒がつかまった。
第三十三回 外道迷真性 元神助本心
悟空は銀角に山の下敷きにされた。土地神が助けた。
第三十四回 魔王巧算困心猿 大聖騰那騙宝貝
金角・銀角は人をすいこむ瓢箪を持つ。悟空も吸い込まれた。
第三十五回 外道施威欺正性 心猿獲宝伏邪魔
悟空は逆に金角・銀角を瓢箪に吸い込んで退治した。二人は太上老君の弟子だった。
第三十六回 心猿正処諸縁伏 劈破旁門見月明
宝林寺に宿を三蔵がたのんだが泊めてくれず、悟空が脅して泊めさせた。
第三十七回 鬼王夜謁唐三蔵 悟空神化引嬰児
鳥鶏国王が三蔵の夢枕に立つ。国が道士にのっとられたと。
第三十八回 嬰児問母知邪正 金木参玄見仮真
鳥鶏国王の遺体を八戒が井戸から引き出した。
第三十九回 一粒金丹天上得 三年故主世間生
太上老君から還魂丹をもらい、鳥鶏国王を生きかえらせた。
第四十回 嬰児戯化禅心乱 猿馬刀帰木母空
つむじ風に三蔵がさらわれた。
第四十一回 心猿遭火敗 木母被魔擒
相手は牛魔王の子紅孩児。その火に悟空は焼死しかけた。
第四十二回 大聖殷勤拝南海 観音慈善縛紅孩
観音菩薩が紅孩児をとらえ、善財童子とした。
第四十三回 黒河妖孽擒僧去 西洋龍子捉鼉回
黒水河を船で渡ろうとして沈められた。西海竜王のおい摩昴太子の仕業だった。
第四十四回 法身元運逢車力 心正妖邪度脊関
車遅国に来た。道教の道士が国の実権をにぎっていた。
第四十五回 三清観大聖留名 車遅国猴王顕法
車遅国で悟空が雨乞いに成功してみせる。
第四十六回 外道弄強欺正法 心猿聖顕滅諸邪
悟空と道士は首切り術など道術比べをする。道士は虎の精だった。
第四十七回 聖僧夜阻通天水 金木垂慈救小童
車遅国の陳家荘では霊感大王へのいけにえがいる。身代わりを引き受ける。
第四十八回 魔弄寒風飄大雪 僧思拝仏履層氷
霊感大王は通天河を凍らせ、一行を歩いて渡らせ、途中で氷を割ってつかまえる。
第四十九回 三蔵有災沈水宅 観音救難現魚籃
魚藍観音が霊感大王をつかまえてくれた。一行は亀に乗り通天河を渡る。
第五十回 情乱性从因愛欲 神昏心動遇魔頭
楼閣に入ると獨角兕大王につかまった。悟空の如意棒もとられた。
第五十一回 心猿空用千般計 水火無功難煉魔
悟空は火や水で攻めるが、獨角兕大王の武器をすいつける輪（金剛琢）に苦戦。
第五十二回 悟空大鬧金(山兜)洞 如来暗示主人公
太上老君が助け、獨角兕大王は正体をあらわした。老君の乗る牛だった。
第五十三回 禅主呑餐懐鬼孕 黄婆運水解邪胎
三蔵は子母河の水を飲み懐妊。牛魔王の弟が占拠する落胎泉の水を飲んでなおった。
第五十四回 法性西来逢女国 心猿定計脱煙花
西梁女国に来た。その女王が三蔵を婿に迎えようとする。
第五十五回 色邪淫戯唐三蔵 性正修持不壊身
三蔵が女にさらわれた。その正体はさそりの化け物。昴日星官の助けで倒した。
第五十六回 神狂誅草寇 道昧放心猿
追いはぎを悟空が殺した。三蔵はまた悟空を破門する。
第五十七回 真行者落伽山訴苦 仮猴王水簾洞謄文
悟空が三蔵をなぐりたおした。悟浄は南海菩薩に相談。悟空はなんと2人いた。
第五十八回 二心撹乱大乾坤 一体難修真寂滅
如来がにせ悟空の正体を見抜いた。菩薩が仲介し悟空は一行に戻る。
第五十九回 唐三蔵路阻火炎山 孫行者一調芭蕉扇
火焔山の火を消して越えるには芭蕉扇が必要。持ち主は牛魔王の妻羅刹女。
第六十回 牛魔王罷戦赴華筵 孫行者二調芭蕉扇
悟空は牛魔王に化けて羅刹女から芭蕉扇を手に入れた。
第六十一回 猪八戒助力敗魔王 孫行者三調芭蕉扇
牛魔王に芭蕉扇をまたとられた。哪吒太子が助けて扇を再入手し、火を消した。
第六十二回 滌垢洗心惟掃塔 縛魔帰正乃修身
祭賽国に来た。塔にのぼる。何者かがこの国の宝を盗んだという。
第六十三回 二僧蕩怪鬧龍宮 群聖除邪獲宝貝
盗んだのは万聖竜王の婿、九頭虫だった。悟空と八戒で宝を取り返した。
第六十四回 荊棘嶺悟能努力 木仙庵三蔵談詩
三蔵は木仙庵で4人の老人たちと詩を談じた。老人たちは木の精だった。
第六十五回 妖邪仮設小雷音 四衆皆遭大厄難
黄眉大王が小雷音寺でにせ如来に化け、一行をたぶらかす。
第六十六回 諸神遭毒手 弥勒縛妖魔
弥勒菩薩が黄眉大王をつかまえた。
第六十七回 拯救駝羅禅性穩 脱離穢汚道心清
牛馬を食べる妖怪を悟空と八戒で退治。正体はうわばみだった。
第六十八回 朱紫国唐僧論前世 孫行者施為三折肱
朱紫国に来た。国王にもてなされた。悟空は医者のまねをし、国王の病気を診察。
第六十九回 心主夜間修薬物 君王筵上論妖邪
悟空は薬を作り国王の病をなおした。皇后をさらった妖怪がいるという。
第七十回 妖魔宝放煙沙火 悟空計盗紫金鈴
妖怪賽太歳の武器は、火煙砂を巻き起こす鈴。
第七十一回 行者仮名降怪犼 観音現象伏妖王
悟空は鈴を盗んで賽太歳に勝つ。賽太歳は観音菩薩が乗る狼だった。
第七十二回 盤絲洞七情迷本 濯垢泉八戒忘形
三蔵は盤糸洞で7人の美女につかまった。美女たちは蜘蛛の精だった。
第七十三回 情因旧恨生災毒 心主遭魔幸破光
一行は黄花観で毒茶を飲んだが、毘藍婆の薬でなおった。犯人はむかでの精だった。
第七十四回 長庚伝報魔頭狠 行者施為変化能
獅駝山に三蔵をねらう三人の大王がいる。
第七十五回 心猿鑚透陰陽竅 魔王還帰大道真
悟空は三番目の大王の瓶に入れられたが脱出。
第七十六回 心神居舍魔帰性 木母同降怪体真
三人の大王は降参したふりをして三蔵をとらえる。
第七十七回 群魔欺本性 一体拝真如
如来が三人の大王を退治した。青獅子と白象と大鵬だった。
第七十八回 比丘怜子遣陰神 金殿認魔談道徳
比丘国に来た。国王に娘を献じた道士が国丈（国王の岳父）と呼ばれている。
第七十九回 尋洞擒妖逢老寿 当朝正主救嬰児
比丘国の国丈は南極寿星の乗り物の白鹿だった。
第八十回 姹女育陽求配偶 心猿護主識妖邪
美女が縛られていた。悟空は妖怪だと言うが、三蔵は一行に加える。
第八十一回 鎮海寺心猿知怪 黒松林三衆尋師
三蔵がさらわれた。あの女がさらったんだと悟空。
第八十二回 姹女求陽 元神護道
妖怪地湧夫人は三蔵を夫にしようとする。悟空は地湧夫人の腹の中に入る。
第八十三回 心猿識得丹頭 姹女還帰本性
地湧夫人は李天王の娘だった。悟空は李天王にその身をあずけた。
第八十四回 難滅伽持円大覚 法王成正体天然
滅法国に来た。一行は長持の中で寝ていたら盗賊にさらわれた。
第八十五回 心猿妒木母 魔主計呑禅
一行は長持から出て国王と対面。三蔵は今度は南山大王にさらわれた。
第八十六回 木母助威征怪物 金公施法滅妖邪
妖怪たちを眠らせて三蔵を救出。八戒が南山大王を打ち殺した。
第八十七回 鳳仙郡冒天止雨 孫大聖勧善施霖
天竺の辺境に来た。日でりに困っていた。悟空は玉帝の怒りを解いて雨を降らせた。
第八十八回 禅到玉華施法会 心猿木母授門人
玉華州の三王子が一行に武芸を習う。
第八十九回 黄獅精虚設釘鈀宴 金木土計鬧豹頭山
一行の武器が盗まれたが取り返した。犯人は九霊元聖の孫。
第九十回 師獅授受同帰一 盗道纏禅静九霊
九霊元聖は太乙救苦天尊から逃げ出した獅子だった。太乙救苦天尊に返した。
第九十一回 金平府元夜観灯 玄英洞唐僧供状
金平府で仏に化けた妖怪に三蔵がさらわれた。妖怪は犀の精。
第九十二回 三僧大戦青龍山 四星挟捉犀牛怪
四木禽星の助けで3匹の犀の精と戦って殺した。
第九十三回 給孤園問古談因 天竺国朝王遇偶
天竺の都に到着。三蔵は公主（王女）から婿になるよう命じられる。
第九十四回 四僧宴楽御花園 一怪空懐情欲喜
結婚の祝儀。ただし3弟子は都の外に出される。
第九十五回 仮合真形擒玉兎 真陰帰正会霊元
公主は太陰星君に仕える玉兎だった。本物の公主は布金寺に隠れていた。
第九十六回 寇員外喜待高僧 唐長老不貪富貴
一万人の僧をもてなす願をかけた寇員外が、一行をもてなす。
第九十七回 金酬外護遭魔蟄 聖顕幽魂救本原
寇家を盗賊が襲った。一行が盗賊と間違われた。
第九十八回 猿熟馬馴方脱殻 功成行満見真如
凌雲渡を渡り、霊山に登り、釈迦如来と対面。経をもらった。
第九十九回 九九数完魔滅盡 三三行満道帰根
帰りに八大金剛の雲から落ちたのが81難目。一行は通天河の東、陳家荘に泊まる。
第一百回 径回東土 五聖成真
八大金剛の雲で長安に帰った。太宗に面会。5人は天竺の如来の元へ戻り、成仏。
付録 陳光蕋赴任逢災 江流僧復讐報本
『西遊真詮』などの清刊本では、この玄奘の出生物語が第9回とされている。

## 内容

### 大鬧天宮 （だいどうてんぐう）
東勝神州（）傲来国（）花果山（）の仙石から天地の霊気をまとった石猿が誕生する。猿はとてつもない度胸の持ち主で、山奥の滝壺にて洞天福地の水簾洞（）を発見した功により、花果山の周辺の猿を従えて王となり、美猴王と名乗る。ある時、美猴王はこの世の森羅万象について考えていくうち、生きとし生ける物の生死に悲観し、不老不死を願うようになり、西牛賀州霊台方寸山まで仙術を身につけに行く。師匠須菩提祖師から孫悟空という法名を授かり、七十二般の術と觔斗雲の術を身につけるがまだ満たされず、とうとう四海竜王の竜宮ひいては天界にまで殴り込みに行き、天界を統べる玉帝より弼馬温（）の位を授かる。当初悟空は弼馬温の実態も知らず喜んでいたが、後に弼馬温が只の馬飼いと知るや否やたちまち激怒し、自ら斉天大聖と名乗り、哪吒太子や顕聖二郎真君相手に天界で大暴れする。西王母の蟠桃を食らい、太上老君の金丹を平らげ、罰として八卦炉に49日間入れられるも、悟空は「銅筋鐵骨 火眼金睛」の不死身の体となって生きのび飛び出した。ついには釈迦如来と「俺は地の果てまでも飛んでいってみせる」と賭けをする。地の果てらしき場所に立っていた5本の柱に到達したしるしとして悟空は一筆書き、柱に小便を引っかけて得意となって戻ってくるものの、実は釈迦の両手のなかをぐるりと周回しただけであった。釈迦が示した手に自分の署名を見て呆然とした悟空はその場を逃げようとしたものの、あっという間に五行山の下敷きにされてしまった。

### 三蔵が取経に出るまで
悟空が五行山の下敷きにされてから五百年の時が流れた。時は唐代の太宗の御世であった。太宗は一時病のために死んで地獄を巡ったが、冥土の高官たちの目こぼしにより再び現世によみがえった。やがて太宗が閻魔の言い付け通りに水陸大会を催し、その時後に取経の僧に選ばれる玄奘を見出す。所変わって天界では観世音菩薩が弟子の恵岸とともに下界へ降り立ち、悟空を含む諸々の罪人達にある取り引きをした。天界にて罪を犯していたのは悟空だけではなかった。その罪人たちとは、天の川の水軍を統べる天蓬元帥であったが月の女神嫦娥をたぶらかしたために天界を追われ、妖仙と化して深山にて暴れていた猪八戒、天界の軍人であった捲簾大将が天界の宝である玻璃の器を壊して天界を追われ流沙河にて人を食らう妖仙となった沙悟浄、そして父竜王の竜宮で宝珠を焼き死罪を言い渡されその間中空に逆さ吊りにされて苦しんでいた西海竜王敖閏の子の玉龍である。観音はめいめいにいつか現れる取経の僧とともに天竺へ参り、贖罪を果たすことを約束させる。功によっては彼らを仏にしてもいいということを条件として。その取経の僧こそが、あらゆる経典を学び、人徳に優れ、多くの人々から聖僧と敬われていた玄奘三蔵であった。彼もまたかつて釈迦の二番弟子（金蝉子）であったのにもかかわらず、釈迦の説法を侮ったために罰として下界に転生させられていた。やがて貞観13年9月3日（639年）、三蔵は太宗と菩薩の命で天竺へ行くことを決意し、菩薩から教えられた、自分に従うことになる弟子たちを探して旅立ったのだった。最初に三蔵は五行山で悟空を助け出し、続いて鷹愁澗で玉龍を導き、さらに高老荘で八戒を、最後に流沙河で悟浄を弟子にした。

### 旅の途中での妖仙との戦い
贖罪の旅をする三蔵一行は天界が用意した八十一の難と対峙する。三蔵の袈裟（）が黒熊怪に奪われる、三蔵が黄風大王にさらわれる、太上老君（老子）の炉の番人の金角・銀角大王と戦う、牛魔王の子の紅孩児と争う、観世音菩薩が飼っていた金魚が逃げ出した霊感大王と戦う、太上老君の乗用牛の獨角兕大王と戦う、西梁女人国という女だらけの国で心ならずも三蔵と八戒が子を孕む（後に堕胎した）、三蔵が釈迦如来を刺したサソリの精に誘惑される、火焔山で悟空が紅孩児の母の羅刹女に芭蕉扇で吹き飛ばされる、その夫にして紅孩児の父の牛魔王と対決する、朱紫国で観世音菩薩の乗用金毛毛孔の賽太歳大王と戦う、獅駝嶺で文殊菩薩の乗用去勢青獅子の一大王・普賢菩薩乗用黄牙白象の二大王・大鵬金翅鵰の三大王と戦う、小子城で寿星（南極星）の乗用の鹿である比丘国国丈と対決する、鎮海寺で哪吒太子（）を兄と慕う地湧夫人（正体はネズミ）と戦う…など、あまたの苦難が一行を待っていた。

### 西天取経
旅の終盤、とうとう天竺にたどり着いた一行。底のない渡し舟で川を渡る。そのとき、上流から三蔵の抜け殻である死体が流れてきて、三蔵は凡体を脱することができたと喜ぶ。その後釈迦と謁見、経典を授かるもそれは無字の経典だった。新たに字のある経典を授かるが、旅の日数と経典の数が八つ合わないため、一行は雲に乗せられて8日間のうちに東土から西天へ帰ってくるように命じられる。観世音菩薩が三蔵の災難簿を見るとあと一難足りないとある。そこで雲から落とされる一行。通天河に落ちた後、経典を乾かすが紙が岩にくっつき、1字はがれてしまう。長安に戻って太宗皇帝と謁見する一行。経典を渡し、雁塔寺に納めると八大金剛が現れて一行を連れ去っていった。その後西天にて釈迦に称賛の言葉をかけられ、ついに五人は罪を許され、三蔵は旃檀功徳仏（）、悟空は闘戦勝仏（）、八戒は浄壇使者（）、悟浄は金身羅漢（）、玉龍は八部天竜（）となる。悟空の頭からはいつの間にか緊箍の輪が消えていた。

## 日本語訳書
- 『西遊記』太田辰夫・鳥居久靖訳、 平凡社

初訳「中国古典文学全集 13・14」1960年
「西遊記　平凡社版完訳四大奇書」（ソフトカバー2巻組）1963年
改訳「中国古典文学大系 31・32」1971-72年
「奇書シリーズ」上・下（判型は同一の普及版）1972年
　(上)ISBN 978-4582327014 (下)ISBN 978-4582327021
```
 愛蔵版（中国古典文学　愛蔵版　奇書シリーズ 9・10）1980年
```

「コンパクト版 奇書シリーズ」（選書判 全7巻）1989-90年
 (1)ISBN 4582327117 (2)ISBN 4-582-32712-5 (3)ISBN 978-4582327137 (4)ISBN 978-4582327144 
 (5)ISBN 978-4582327151 (6)ISBN 978-4582327168 (7)ISBN 978-4582327175
- 『西遊記」君島久子訳、瀬川康男 絵、周鋭編、福音館書店

福音館古典童話シリーズ（上下）、1975-1976年
新編・福音館文庫（全3巻）、2004年
- 『西遊記』 岩波書店（岩波文庫）、1977-1998年

小野忍訳（第1〜3巻）、中野美代子訳（第4〜10巻）
1980年に小野が急逝し一旦休止、中野が引き継ぎ1986年より長年かけ刊行した。
- 『西遊記』全10巻、中野美代子訳（岩波文庫、2005年）

上記の第1〜3巻を新訳、第4〜10巻を改訂
 ISBN 978-4002011165（10冊組）
- 『完訳　西遊記』村上知行 訳、小杉法庵 絵,

（社会思想社〈現代教養文庫〉)(上中下)1976年、第三書館 1987年, 光文社文庫(上下)2003年）
- 『西遊記』入谷仙介訳（世界文学全集 9、筑摩書房）1968年、1970年(新装版) 抜粋訳

## 翻案作品
Category:西遊記を題材とした作品も参照。

### 小説
- 西遊補（中国語版）（董説（中国語版）） - 邦題『鏡の国の孫悟空』（薫若雨 / 荒井健・大平健一訳、平凡社東洋文庫）
- 西遊新記（童恩正（中国語版））
- 西遊記事変（馬伯庸 / 齊藤正高 訳、早川書房）
- 西遊記（新蕾出版）
- 西遊記（商務印書館）
- もうひとりの孫悟空（李馮 著、飯塚容 訳、中央公論新社）

日本人による創作
- 金比羅船利生纜（こんぴらぶねりしょうのともづな）（曲亭馬琴）[1][2]
- 悟浄出世（中島敦）
- 悟浄歎異（中島敦）
- 小説「西遊記」（邱永漢、藤城清治影絵、中央公論社）
- 幻妖草子 西遊記（七尾あきら） - コーエーから発売されたゲーム『西遊記』のノベライズ
- 魚籃観音記（筒井康隆、新潮社）
- 異本西遊記（光瀬龍）
- 秘本西遊記（宇能鴻一郎）
- SF西遊記（石川英輔）
- 西遊記プラスアルファ（豊田有恒、角川文庫）
- 悪名西遊記（尾鮭あさみ）
- 西方遊撃記 めざめよ運命の環（漲月かりの）
- 後西遊記 (尾上紫舟、堀書店)
- 西遊記（檀一雄、東京創元社）
- 新西遊記（陳舜臣） - 紀行文やエッセイを交えたもの
- 新西遊記（斑鳩隼人、文芸社）
- ガンダーラ 新西遊記 (武川行秀、講談社)
- 西遊記（上杉祥三、白水社）
- 悟浄出立 (万城目学 著、新潮社）
- 西遊記（平岩弓枝、文藝春秋）
- 魔界西遊記（夢幻）
- 西遊記（橋口いくよ・ノベライズ、フジテレビ出版）- ドラマおよび映画版

### 児童向け出版・絵本
- 斉藤洋の西遊記＋西遊後記シリーズ（斉藤洋 文、広瀬弦 画、理論社)
- 小説「西遊記」（吉本直志郎 文、原ゆたか 絵、ポプラ社）
- 西遊記（松枝茂夫 編訳、清水耕蔵 画、講談社〈青い鳥文庫〉）
- 西遊記（新装版）（小沢章友 編訳、山田章博 画、講談社〈青い鳥文庫〉）
- 西遊記（武田雅哉 訳、トミイマサコ 絵、第三文明社＋小学館世界J文学館セレクション）
- 西遊記（伊藤貴麿 訳、(岩波少年文庫) 岩波書店 1955年）
- 西遊記 (村松暎 著,（文研児童読書館 ) 文研出版 1979年）
- 西遊記 (世界少年少女文学全集42(東洋編2)、創元社)
- 西遊記（少年少女新世界文学全集、講談社）
- 西遊記（少年少女世界の名作文学、小学館）
- 西遊記 (佐藤春夫 著、少年少女世界名作文学全集 23　小学館)
- 西遊記（土家由岐雄訳、センバ太郎 絵、少年少女世界の文学24(東洋編Ⅰ 小学館）
- 西遊記（少年少女世界の文学　暁教育図書）
- 西遊記（世界の名作図書館　講談社）
- 西遊記（こども名作全集 太洋社）
- 孫悟空 (カバヤ児童文庫・カバヤ)
- 西遊記（槇本ナナ子、小学館の絵文庫）
- 西遊記（宮尾しげを、協栄出版社）
- 西遊記物語（石黒泰治 絵、講談社 (名作物語文庫))
- 西遊記新話 三蔵法師と孫悟空 （楠山正雄 編著、小峰書店 (世界おとぎ文庫))
- 西遊記（駒田信二 訳、少年少女世界の文学：河出書房）
- 西遊記（和田武司、山谷弘之訳、さ・え・ら書房）
- 西遊記（君島久子 訳、講談社＋ポプラ社）
- 西遊記物語（寺尾善雄 著、光風社出版）
- 後西遊記 (寺尾善雄 著、秀英書房)
- 絵画小説「西遊記」（堀江和正 監訳、王志新、徐建文 訳、顧福佑 絵、エリート出版）
- 西遊記（胡芳芳 文、岸田登美子 訳、デニス・ゴルディフ 絵、金の星社）
- 西遊記（唐亜明 文、宇大武 絵、偕成社）
- そんごくう　西遊記より（斎藤腫樹 著、山本忠敬 絵、童音社）
- 西遊記（高木彬光 文、偕成社）
- 西遊記（村山庄三 文、宣 登祥 絵、あすなろ書房）
- 画本西遊記（木山人 訳・大原東野 画、葵文会、吉川弘文館)
- 西遊記（山本和夫 著、武部本一郎 絵、新版・吉崎正己 絵、集英社）
- 西遊記（山本和夫、石森延男 編、盛光社）
- 西遊記（谷真介 文、橋本幸規 絵、小学館世界の名作）
- 西遊記（三田村信行 文、武田美穂 絵、ポプラ社）
- 西遊記（かがみおさむ 著、角川文庫）
- 西遊記（桜井信夫 文、佐藤やゑ子 絵、あすなろ書房）
- 西遊記（竹崎有斐 文、白川三雄 絵、あかね書房）
- 西遊記（舟崎克彦 訳、石倉欣二 絵、集英社）
- 西遊記（弓館芳夫 訳、戦時体制版）
- 新訳 西遊記 (魚返善雄 著、改造社、河出書房〈市民文庫〉）
- 物語 西遊記（魚返善雄 訳、社会思想社〈現代教養文庫〉、復刊・インタープレイ）
- 絵本西遊記（武 隆三 他、有朋堂書店、1883年 - ）
- 西遊記（弓館小鰐 訳、第二書房）
- 西遊記（安藤厚生、小杉一雄 訳、富国出版社）
- 西遊記（西川 満 訳、新小説社）
- 西遊記（円城寺 健、福田庄助、鶴書房、のち日本ブック・クラブ）
- 西遊記（北本善一、集英社）
- 絵本西遊記全伝 (清水市次郎、1883年）
- 怪雄孫悟空 (野華散人、立川文明堂  1914年)
- 西遊記 孫悟空（燕林演、東京図書）
- 西遊記（中島孤島 訳、中島 茂一 著、冨山房）
- 西遊記（佐藤一郎 訳、すばる書房）
- 小説西遊記 (岡本隆三 著、芸文社）
- 西遊記（芝田勝茂 訳、脚 次郎 絵、学研プラス）
- 西遊記絵巻（初山滋 絵、文化出版社）
- 絵本西遊記（小杉未醒、左久良書房、新版・中公文庫）
- 絵本西遊記 (弓館小鰐、水島爾保布 画、トッパン、新版・君見ずや出版）
- 絵本西遊記（澤久治郎、澤久治郎 刊）
- 西遊記（邱 永漢、村上豊 絵、魁星出版）
- 西遊記（小山澄夫、春陽堂書店）
- 西遊記：絵画小説（王 志新　徐 建文、顧 福佑 絵、エリート出版）
- 西遊記（西川満 訳、玄奘寺 台湾省日月潭）
- 悟りを求めて 西遊記（荘司 格一 著、日中出版）
- 西遊記（佐藤春夫 訳、小山内龍 絵、新潮社／馬場のぼる 絵、小学館）
- 西遊記（奥野庄太郎　世界童話撰集：新緑社)
- 西遊記物語（伊藤貴麿 著、平澤文吉 絵、童話春秋社）
- 西遊記 (伊藤貴麿 著、清水耕蔵 絵、少年少女講談社文庫)
- 西遊記 (伊藤貴麿 著、(世界名作全集 1) 平凡社)
- 物語西遊記（徳川夢声、宝文館出版）
- 西遊記（野尻抱影、初山滋 絵、求龍堂）
- 西遊記（吉川良和 訳、那須良輔 絵、暁教育図書）
- 西遊記（近藤啓太郎 訳、世界文化社）
- そんごくう（木暮正夫 文、ポプラ社）
- 西遊記 孫悟空（講談研究会 編、富士屋書房）
- 西遊記（平田 昭吾、大野 豊 絵、産経新聞出版）
- 西遊記 全（袖珍文庫）三教書院、明治44年）
- 絵本西遊記（大原東野、吉川弘文館、明治44年）
- 絵本西遊全伝 (法木徳兵衛 出版、明治16年)
- 足本 西遊記 (世界書局)
- 西遊記（手塚盛寿 編、 辻岡文助 版）
- 講談西遊記（不明、吉田至誠堂）
- 絵本西遊記（塚本哲三、有朋堂文庫）
- 絵本西遊記（関野準一郎、青園荘）
- 繪本西遊記（和本 文化三年初刷 木版画）
- 西遊記（村松暎 文、浜田弘康 絵、文研出版）
- 西遊記（渡辺仙州 訳、佐竹美保 絵、偕成社）
- 西遊記（吉本直志郎 文、原ゆたか 絵、ポプラ社）
- 絵本西遊記（中由美子 著、太田大八 絵、 童心社）
- 西遊記（中沢莖夫 著、ぎょうせい）
- 孫悟空 (二反長 半 著、偕成社)
- 孫悟空 (矢車涼 絵、大日本雄弁会講談社)
- 孫悟空 (石山 透 著、高田 勲 絵、(NHKこども講談)　日本放送出版協会)
- 孫悟空のぼうけん (曽 佑シュアン 著、王 敏、あづまたつお 訳、岩崎書店)
- ゆかいな孫悟空 (福井研介 著、童牛社)
- そんごくう　西遊記（佐竹昭次、吾妻宜宣 著、日本書房）
- そんごくう（きりぶちあきら 著、司 修 絵、集英社）
- 西遊記 空とぶ悟空（桂 英澄 文、石倉 欣二 絵、新学社）
- 孫悟空〈講談社の絵本 95〉（宇野浩二・文 / 本田庄太郎・絵、大日本雄弁会講談社、1938年）[3]
- 孫悟空と八戒〈講談社の絵本〉（宇野浩二・文 / 本田庄太郎、宮尾しげを・絵、大日本雄辯會講談社、1940年）[4]
  - 西遊記物語 (宇野浩二、春秋社、大日本雄弁会講談社）
  - 西遊記（宇野浩二、アルス＋主婦之友社＋光文社）
- 孫悟空〈講談社の絵本ゴールド版99〉（蕗谷虹児、講談社、1962年）[5]
- そんごくう〈トッパンのキンダー絵本〉（邱永漢・文 / 藤城清治・絵、フレーベル館、1963年）[6]
- とんでる悟空と金ピカ銀ピカ：東遊記（吉本直志郎・文 / 絵：原ゆたか、ポプラ社、1990年、ISBN 4-591-03681-2）[7]
- えほん 西遊記 (関矢幸雄 文、 三好達 絵、椋の木社、1992年) [8]
- 絵本西遊記（太田大八・画 / 周鋭・編 / 中由美子・訳、童心社、1997年、ISBN 4-494-01235-1）[9]
- 孫悟空（本田庄太郎、講談社、2002年、ISBN 9784061482630）[10]
- ごくうのだいぼうけん（ゆきのゆみこ、チャイルド本社、2002年、ISBN 9784805424278）[11]
- 西遊記（唐亜明・文 / 于大武・画、偕成社、講談社　2006年）
  - 1(石からうまれた孫悟空)、ISBN 4-03-303510-9[12]
  - 2(金角銀角のひょうたん)、ISBN 4-03-303520-6[13]
  - 3(火焔山をこえて)、ISBN 4-03-303530-3[14]
- 悟空、やっぱりきみがすき!（向華・作 / 馬玉・絵 / 施桂栄・訳、ポプラ社、2014年、ISBN 978-4-591-13985-1）[15]
- 猪八戒とあそぼう! (武田雅哉 著、歴史民俗博物館振興会)
- 西遊記 (オーディオブックCD)(でじじ発行/パンローリング発売(朗読CD))
- 西遊記 (世界の名作童話 動く絵本(DVD付)) (平田昭吾 著, 大野 豊 絵、産経新聞出版)
- そんごくう(ひかりのくに声のえほん)(ひかりのくに株式会社）
- 孫悟空大あばれ (北京・外交出版社/ほるぷ出版)
- 孫悟空の妖怪退治 (北京・外文出版社/東方書店）

### 映画
- エノケンの孫悟空（1940年、東宝、監督：山本嘉次郎、特技撮影：円谷英二、出演：榎本健一 他）
- 西遊記（1952年4月10日、大映、監督：冬島泰三、脚本：八尋不二、出演：坂東好太郎、花菱アチャコ、杉狂児 他）
  - 大あばれ孫悟空（1952年9月4日、大映、監督：加戸敏、脚本：八尋不二、出演：坂東好太郎、伴淳三郎、柳家金語楼 他）
  - 殴り込み孫悟空（1954年5月11日、大映、監督：田坂勝彦、脚本：八尋不二、出演： 坂東好太郎、灰田勝彦、益田キートン 他）
- 孫悟空 第一部（1956年11月28日、東映、監督：佐伯清、脚本：棚田吾郎、出演：伏見扇太郎、岸井明、大泉滉 他）
  - 孫悟空 第二部（1956年15月5日、東映、監督：佐伯清、脚本：棚田吾郎、出演：伏見扇太郎、岸井明、大泉滉 他）
- 孫悟空（1959年4月19日、東宝、監督：山本嘉次郎、出演：三木のり平、市川福太郎、千葉信男、中村是好、由利徹、八千草薫 他）
- 妖艶西遊記 序の巻、破の巻、急の巻 (1988年、日活)
- チャイニーズ・オデッセイ Part1 月光の恋 / チャイニーズ・オデッセイ Part2 永遠の恋（1995年、香港、監督：ジェフ・ラウ、出演：チャウ・シンチー 他）
- 西遊記（2007年、東宝、監督：澤田鎌作、出演：香取慎吾、深津絵里、内村光良、伊藤淳史 他）
- 西遊記〜はじまりのはじまり〜（2013年、香港中国合作、監督：チャウ・シンチー、出演：ウェン・ジャン、スー・チー 他）
  - 西遊記2〜妖怪の逆襲〜（中国語版）（2017年、香港中国合作、監督：ツイ・ハーク、出演：ウー・イーファン、ケニー・リン、スー・チー、ヤン・イーウェイ、メンケ・バータル 他）
- モンキー・マジック 孫悟空誕生（2014年、香港中国合作、監督：ソイ・チェン、出演：ドニー・イェン、チョウ・ユンファ、アーロン・クオック 他）
  - 西遊記 孫悟空vs白骨夫人（2016年、香港中国合作、監督：ソイ・チェン、出演：アーロン・クオック、コン・リー、ウィリアム・フォン 他）
  - 西遊記 女人国の戦い（2018年、香港中国合作、監督：ソイ・チェン、出演：アーロン・クオック、ウィリアム・フォン、チャオ・リーイン 他）
- よしもと新喜劇 映画「西遊喜」（2016年、日本）
- 悟空伝（2017年、中国、監督：デレク・クォック、出演：エディ・ポン、ニー・ニー、ショーン・ユー 他)
- 孫悟空vs猪八戒（2020年、中国）
- 超 西遊記（2020年、中国)

### ドラマ
- 孫悟空（1954年1月29日、日本テレビ）[16]
- エノケンの孫悟空（1956年12月30日プロローグ、本編は1957年1月6日〜同年5月19日、全20回、榎本健一主演、長谷川待子等）
- 孫悟空西へ行く（1964年1月5日 - 7月19日、TBS、尾上鯉之助・林雄太郎・田中謙三）[16]
- 西遊記・西遊記II （堺正章主演、夏目雅子等）
日本テレビ開局25周年記念番組（1978年10月〜1979年4月、西遊記II：1979年11月〜1980年5月）
- 西遊記（1982年、中国中央電視台製作）
- 続 西遊記 (中国中央電視台製作）
- 西遊記（1993年、日本テレビ開局40周年記念ドラマ、本木雅弘主演、宮沢りえ等）
- 西遊記（1994年、日本テレビ、唐沢寿明主演、牧瀬里穂等）
- 西遊記（1996年、香港TVBI製作）
- 続 西遊記（1998年、香港TVBI製作）
- 西遊記（2002年、台湾香港合作、ディッキー・チョン、エドモンド・リョン、エリック・コット、サム・リー、ジミー・リン、クリスティ・ヨン、ツインズ、飯島愛等）～＊孫悟空（続編）
- 西遊記 (主演：何藩╱岳華╱彭鵬╱張仲文)
- 西遊記（フジテレビ2006年1月〜2006年3月、月9枠、香取慎吾主演、深津絵里等）
- 西遊記（2010年、中国浙江永楽影視制作有限公司製作）
- 西遊記〜物語のはじまり〜（2011年、中国慈文伝媒集団製作）
- 西遊記（2011年、中国国際放送局(弘恩文化事業有限公司) 製作 )
- 新西遊記 (2015～6、韓国バラエティ)
- 花遊記（2017年、韓国JSピクチャーズ製作、イ・スンギ主演、オ・ヨンソ等）

### 人形劇
- 西遊記（国立文楽劇場）

映画
- 西遊記（1988年、監督：内田健太郎、声：中谷一郎、坂上二郎、研ナオコ 他、特撮SFX人形劇）

テレビ
- 飛べ!孫悟空（1977年10月 - 1979年3月、TBSテレビ、主演：ザ・ドリフターズ）
- モンキーパーマ（2013年10月 - 12月・2014年4月 - 6月・2015年7月 - 9月、東名阪ネット6・5いっしょ3ちゃんねる他、主演：TEAM NACS）

### 舞台
- 西遊記（1972年、東京キッドブラザーズ）
- 西友ファミリー劇場 マチャアキのそんごくうの大冒険（1977年、主演：堺正章）
- 西遊記（佐藤信・構成、演出（黒色テント））
- 影絵劇 西遊記(1981年、藤城清治 影絵・演出、 ジュネ・パントル 脚色）
- 孫悟空 (1983年、劇団飛行船)
- 西遊記GOCOO（高平哲郎作・演出、コロッケ等）
- わんぱく孫悟空 (1992年、製作:ジャパド、演出・脚本:足立昭、音楽:アルカ 、劇団ピッカリ座　声の出演: 牧野三千男/堀江佳子、他) ＊着ぐるみ劇
- 仮名絵本西遊記（1992年、作：中島かずき、演出：いのうえひでのり、主演：渡辺いっけい、劇団☆新感線）
- 西遊記 (1991年、大阪市信用金庫 主催、関西テレビ、梅田コマ劇場 協賛、主演、薬丸裕英）
- 西遊記 〜PSY U CHIC〜（1999年、作：中島かずき、演出：いのうえひでのり・主演筧利夫、劇団☆新感線、ホリプロプロデュース）
- サクラ大戦 第三回スーパー歌謡ショウ『新西遊記』（2004年、作 ・ 総合プロデューサー：広井王子、音楽監督：田中公平、演出：茅野イサム、出演：横山智佐 / 高乃麗 / 西原久美子 / 田中真弓 / 渕崎ゆり子 / 岡本麻弥 / 伊倉一恵 / 折笠愛他）
- 異聞 西遊記 孫悟空 -花果西遊妖仙奇譚-(企画制作、さんにんのかい)
- サンリオファミリーミュージカル　スーパーアドベンチャー西遊記　2006年
- 抱腹絶倒・爆笑活劇 パタリロ西遊記! 2007年
- Monkey: Journey to the West(2007～2008年、監修・台本(リブレット):チェン・シゼン、音楽:デーモン・アルバーン、音楽監督:デヴィッド・コルター、ビジュアルコンセプト/デザイン:ジェイミー・ヒューレット)
- 新編西遊記 GO WEST!（2016年、監修：桐竹勘十郎、脚本：壤晴彦、作曲：鶴澤清介、美術：大田創）
- GOKÛ（2016年2月、原作：手塚治虫『ぼくの孫悟空』、脚本・演出：児玉明子、出演：喜矢武豊（ゴールデンボンバー））
- 西遊記（二十一世紀歌舞伎組 市川猿之助=演出 2002）
- SEVEN 西遊記 7つの戦い(出演・少年忍者 他）
- 西遊記　千変万化（作・演出 : 西田大輔）
- 西遊記 悠久奇譚 ( 劇団『ドラマティカ』 )
- 西遊記～日本テレビ開局70年記念舞台～（2023年　脚本・マキノノゾミ、演出・堤 幸彦、出演・片岡愛之助、他）
- 孫悟空（ミュージカル、劇団東少創立70周年記念公演）

### 漫画
- あ行
  - アクションシルクロード孫悟空（原作：小池一夫 漫画：小島剛夕）
  - アソボット戦記五九（原作：有森丈時 漫画:葵ろむ）
  - えっちぃ♡西遊記（都氏）
- か行
  - 画本 西遊記（村松暎 全6巻、愛蔵版 全2巻、中央公論社）
  - 悟空の大冒険～コミック版 (出﨑統 著、手塚治虫 原作、復刊ドットコム）
  - きまぐれ悟空（吾妻ひでお）
  - ギャハハ西遊記（赤塚不二夫、藤子不二雄、つのだじろう）
  - 玄奘西域記（諏訪緑）
  - GO! WEST（巣田祐里子）
  - GO! GO! WEST（田沼雄一郎）- 成年向けから始まり、一般向けも描かれたが中断。
  - West（やがみだい）- 成年向け。
  - ごお・うえすと（上條淳士）
  - ゴーゴー悟空（成井紀郎）
  - ゴクウ（寺沢武一）
  - 悟空道（山口貴由）
  - コオ釈 西遊記(小島功 実業之日本社)
- さ行
  - 西遊記 地の巻、天の巻、悟の巻、円の巻（藤原カムイ）- 岩波文庫版を基にして漫画化。三蔵一行が勢ぞろいしたところまで描かれた。
  - PSI遊記（陽気婢）- 成年向け。
  - 最遊記 / 最遊記RELOAD / 最遊記外伝（峰倉かずや）
  - 西遊奇伝 大猿王（寺田克也）
  - 西遊記 孫悟空の大冒険（中島昌利）
  - 西遊記 孫悟空編、三蔵法師編（實吉達郎/構成、東山鈴鹿/画）- 原典をほぼ忠実に漫画化しているが、元々似たようなエピソードを持つナタ三太子や二郎真君が、悟空の境遇や互いの腕前に対しての共感を感じている描写がある。
  - 西遊記を読む（黒田硫黄） - 短編集『大王』所収。
  - 西遊筋（OTOSAMA）
  - 西遊少女隊（山本貴嗣）
  - 西遊聖魔録（横山浩子）
  - 西遊記ヒーローGo空伝! / ゴゴゴ西遊記 新悟空伝（小西紀行）
  - 西悠々記（忍）
  - 西遊妖猿伝（諸星大二郎）
  - 座・SAIYUKI 西遊記（BELNE）
  - 西遊記 (手塚治虫 著、光文社）
  - 西遊記: 孫悟空の大冒険 (石ノ森章太郎、他)
  - 西遊記（前谷惟光 著、東京寿書房）
  - 西遊記（蔡 志忠 著、山崎葉子 訳、平河出版社）
  - 西遊記 石ザル冒険物語 全6巻（村野守美　日本文芸社）
  - 西遊記 （夢野凡天 著、集英社）
  - 西遊記 （北本善一 著、集英社）
  - 西遊記 （ZXX、QUATRE）
  - 西遊記 10歳までに読みたい世界名作シリーズ 10巻 (柴田勝茂 訳、脚 次郎 絵、学研)
  - 最後の西遊記 (野々上 大二郎 著)
  - 西遊記　ワイルドウエスト (イシガキケイイチ 著、ストーンウォール　コミックス)
  - 三獣士（田中加奈子）
  - サン・ド・ホリー西へ!（長谷川裕一）
    - サン・ド・ホリー西へ! - マンガ図書館Z（外部リンク）

  - 少年西遊記（杉浦茂）
  - 新版西遊記　西丸武人
  - スーパー西遊記（永井豪）
  - 孫悟空 (蓮本おさむ 文、高橋タクミ 絵、現代芸術社)
  - 孫悟空 (宮腰義勝)
  - 孫悟空 (宮尾しげを 著、講談社)
  - 孫悟空（小池一夫/著、小島剛夕/画、（新書版 全9巻）（ワイド版 全7巻）双葉社、（全9巻）小池書房 ）
  - そんごくう（木の実 和 著、小学館）
  - そんごくん（赤塚不二夫）
  - そんな御無題な!!（後藤寿庵）
    - そんな御無題な!! - マンガ図書館Z（外部リンク）
- た行
  - 中華一番（真鍋譲治） - ほぼ同一デザインの主人公キャラが登場する読切作品『怒髪天エンマ』もあり。
  - 中国劇画 西遊記（村松暎・訳）
  - 珍遊記 -太郎とゆかいな仲間たち-（漫☆画太郎）
  - Dear Monkey 西遊記（白井三二朗）
    - Dear Monkey 西遊記 - マンガ図書館Z（外部リンク）

  - 電撃テンジカーズ（古賀亮一）
  - 天にひとしい（宇野影宏）
  - 東遊記（酒井ようへい）
  - 転生西遊記 (苺野しずく 著、少年画報社)
- は行
  - 破壊僧ジョドー（椎名高志）
  - パタリロ西遊記!（魔夜峰央、2006年にアニメ化）
  - 八戒の大冒険（唐沢なをき）
  - ビバ☆うさぎ小僧（真鍋譲治）
  - 秘密指令0059（成井紀郎）
  - FUNKY MONKEY READY! GO!!（FLATY・FLAT）
  - ぼくのそんごくう（手塚治虫）
  - 熱烈台風娘（ホットタイフーン）（立川恵）
  - 煩悩☆西遊記（クリスタルな洋介）
- ま行
  - 禍(MAGA)（石川賢）
  - まんがで読破 004 西遊記 （teamバンミカス、学研）
  - まんがで読破 西遊記（バラエティ・アートワークス、イースト・プレス）
  - マンガ西遊記 (蔡 志忠 著、山崎 葉子 訳、平河出版社)
  - ミラクルプッツン大冒険（えんどこいち）
  - 魔界西遊記 (夢幻 著、相崎勝美 絵、集英社)
- や行
  - 妖魔西遊記（出井州忍　司書房）
  - 妖魔西遊記 (上城由羽)

### アニメ
- 西遊記孫悟空物語（1926年、自由映画研究所、劇場用アニメ）
- 西遊記 鉄扇公主の巻（1941年、中国、劇場用アニメ。1942年、日本公開。原題は「鉄扇公主」）
- 西遊記（手塚治虫 作 1960年、東映動画、劇場用アニメ）
- 大暴れ孫悟空（1961年・1964年、上海美術映画製作所、劇場用アニメ）
- 孫悟空（劇団飛行船、音声劇）
- 中国アニメ西遊記（1964年、中国、上海電影製作庁、カラー作品）
- 悟空の大冒険（1967年、虫プロダクション・フジテレビ、テレビアニメ）
- モンキーマジック西遊記
- 宇宙戦艦ヤマト（1974年、読売テレビ・日本テレビ、テレビアニメ） - 荒廃した地球（唐）を救う装置（経典）を長い旅を克服して取りに行くというストーリーは、西遊記を原案としている[17]。
- SF西遊記スタージンガー（1978年 - 1979年、東映動画・フジテレビ、テレビアニメ）
- 孫悟空シルクロードをとぶ!!（1982年、東京ムービー新社・フジテレビ、テレビアニメ）
- タイムボカンシリーズ イタダキマン（1983年、タツノコプロ・フジテレビ、テレビアニメ）
- 西遊記 孫悟空対白骨婦人（1985年、上海美術映画製作所、劇場用アニメ）
- ドラえもん のび太のパラレル西遊記 (1988年 東宝）
- ぽこぽんのゆかいな西遊記（1990年、製作：サンリオ、配給：東宝）
- MONKEY MAGIC（1997年、FOXネットワーク、テレビアニメ。日本では2000年、テレビ東京にて放映）
- 西遊記（1999年、中国中央電視台）
- 西遊記（氷上恭子、他、音声劇）
- マシュランボー（2000年、東映アニメーション、テレビ朝日、テレビアニメ）
- アソボット戦記五九（2002年、テレビ東京、テレビアニメ）
- 魔女っ子モエりん（2002年、鳥羽ジャングル）
- ぼくの孫悟空（2003年、原作：手塚治虫、制作：手塚プロダクション・アールビバン、制作協力：エイベックス、配給：松竹、劇場用アニメ）
- 西遊記 ヒーロー・イズ・バック（中国語版）（2015年、中国、劇場用3DCGアニメ）
- 西遊記（2025年、ピタゴラスプロダクション、音声劇）

### ゲーム
- THE 西遊闘猿伝（PlayStation 2：ディースリー・パブリッシャーのSIMPLEシリーズの1本）
- 西遊記（PlayStation：コーエー）
- ふぁみこんむかし話 遊遊記（ファミリーコンピュータ ディスクシステム）
- ソンソン（アーケード・ファミリーコンピュータ他：カプコン）
- パチンコ西遊記
- 元祖西遊記スーパーモンキー大冒険（ファミリーコンピュータ：バップ）
- 西遊記ワールド（ファミリーコンピュータ：ジャレコ）
- 西遊降魔録 流棒妖技ノ章（アーケード：テクノスジャパン）- 縦画面の格闘アクションゲーム。
- THE悟空（アーケード：シグマ）
- 功夫大君（アーケード：セイブ開発）
- 東方珍遊記 はーふりんぐ・はーつ!!（PlayStation：ナグザット）
- プロフェッショナル麻雀悟空（MSX2・ファミリーコンピュータ ディスクシステム・スーパーファミコン・PlayStation 2他:シャノアール他）
- ぷろすちゅーでんとG （PC-9801・Windows：アリスソフト）（18禁）
- 西遊記 金角・銀角の陰謀（ニンテンドーDS）- 西遊記（映画 2007年）のゲーム版。
- 卍PSY幽記（PC-9801:プライムシステム開発 / 手塚プロダクション）
- S.Y.K 〜新説西遊記〜（PlayStation 2：アイディアファクトリー〈オトメイト〉）
- 西遊釋厄傳シリーズ（アーケード：IGS）
- 黒神話:悟空（PlayStation 5・Windows・Xbox Series X/S：Game Science）
- 西遊記 (アスキー)
- 幻妖草子西遊記